# 2017 코파 델 레이 결승전
2017 코파 델 레이 결승전(스페인어: La Final de la Copa del Rey de 2017)은 2017년 5월 27일에 열린 축구 경기로, 스페인의 최고 축구 컵대회인 코파 델 레이의 113번째 결승전이며, 2016-17 시즌 우승자를 가리기 위해 진행되었다. 이번 결승전에서는 바르셀로나와 알라베스가 마드리드의 비센테 칼데론에서 격돌했다.
바르셀로나는 이 경기에서 3-1로 이기고 3년 연속 우승이자, 통산 29번째 우승을 거두었고, 레알 마드리드와의 수페르코파 데 에스파냐를 치를 자격과 유로파리그 조별 리그 진출권을 확보했다. 그러나, 바르셀로나는 이미 리그 성적으로 챔피언스리그 진출권을 확보했기 때문에 유로파리그 조별 리그 진출권은 리그를 6위로 마친 레알 소시에다드가 가져갔다.

## 배경
바르셀로나는 이전까지 39번의 코파 델 레이 결승전에 진출했는데, 이는 똑같이 39번 결승전에 진출한 레알 마드리드와 공동 최다 진출 횟수이며, 총 28번을 우승해 역대 최다 우승 구단이다. 전 시즌 우승을 거둔 바르셀로나는 마드리드의 비센테 칼데론에서 열린 전년도 결승전에서 연장전 끝에 2-0으로 이겨 우승을 거두었다. 바르셀로나는 이번이 4년 연속 결승전 진출이며, 3번째 연속 우승에 도전하는 상황으로 이 위업을 달성한 선수단은 1953년의 바르셀로나, 1916년과 1945년의 아틀레틱 빌바오뿐이고, 1908년의 레알 마드리드와 1933년의 아틀레틱 빌바오만이 4년 연속 우승으로 역대 최다 공동 우승의 기록을 세웠다.
한편 알라베스는 라 리가로 승격한 1부 리그 복귀 원년에 사상 첫 코파 델 레이 결승 진출을 이룩했는데, 이는 리버풀에게 4-5로 패한  2001년 UEFA컵 결승전 이래 처음 있는 일이었다.
세르지 로베르토와 루이스 수아레스는 아틀레티코 마드리드와의 준결승 2차전 경기에서 퇴장당하는 바람에 출장 정지 징계로 인해 바르셀로나의 결승전 경기에 출전하지 못했다.

## 결승전까지의 경기
| 바르셀로나          | 바르셀로나 | 바르셀로나         | 단계     | 알라베스   | 알라베스 | 알라베스           |
| ------------------- | ---------- | ------------------ | -------- | ---------- | -------- | ------------------ |
| 상대                | 결과       | 상세 결과          |          | 상대       | 결과     | 상세 결과          |
| 에르쿨레스          | 8–1        | 1–1 원정; 7–0 안방 | 32강전   | 짐나스틱   | 6–0      | 3–0 원정; 3–0 안방 |
| 아틀레틱 빌바오     | 4–3        | 1–2 원정; 3–1 안방 | 16강전   | 데포르티보 | 3–3 (원) | 2–2 원정; 1–1 안방 |
| 레알 소시에다드     | 6–2        | 1–0 원정; 5–2 안방 | 8강전    | 알코르콘   | 2–0      | 2–0 원정; 0–0 안방 |
| 아틀레티코 마드리드 | 3–2        | 2–1 원정; 1–1 안방 | 준결승전 | 셀타 비고  | 1–0      | 0–0 원정; 1–0 안방 |

## 경기

### 요약
리오넬 메시는 페널티 구역 바로 바깥에서 왼발로 30분에 선제골을 기록했다. 3분 뒤에 테오 에르난데스가 페널티 구역 우측에서 장거리 프리킥으로 좌측 골망을 흔들어 승부를 1-1 원점으로 되돌렸다. 네이마르는 전반 종료를 앞두고 근접한 거리에서 바르셀로나가 다시 앞서나가는 골을 넣었는데, 그는 우측에서 안드레 고메스가 낮게 띄운 공을 잡아 넣었다. 파코 알카세르는 전반 추가 시간 3분에 3-1로 앞서나가는 골을 넣었는데, 메시가 페널티 구역으로 진입해 3명의 알라베스의 수비수를 제치고 넘기자 알카세르는 5.5미터 거리에서 오른발로 마무리했다. 후반전은 추가 득점 없이 종료되었다. 리오넬 메시는 1골 1도움, 1번의 기회 창출로 경기 최우수 선수로 선정되었다.
네이마르는 푸슈카시 페렌츠와 함께 코파 델 레이 역대 최다 연속 코파 델 레이 결승전 득점 기록으로 어깨를 나란히 했고, 4년 연속 결승전에서 득점한 텔모 사라와 1회 차이로 2위에 이름을 올렸다. 리오넬 메시는 4차례 코파 델 레이 결승전에서 득점을 올린 역대 2번째 선수로 이름을 올렸는데, 이 기록을 처음 세운 선수는 텔모 사라로 5번의 결승전에서 득점을 기록했다.

### 상세 경기 정보
| 바르셀로나                               | 3–1    | 알라베스       |
| ---------------------------------------- | ------ | -------------- |
| 메시 30′ · 네이마르 45′ · 알카세르 45+3′ | 리포트 | 에르난데스 33′ |

| 바르셀로나 | 알라베스 |

| GK            | 13 | 야스퍼 실러선              |     |     |
| RB            | 14 | 하비에르 마스체라노        |     | 11′ |
| CB            | 3  | 제라르드 피케              |     |     |
| CB            | 23 | 사뮈엘 움티티              | 42′ |     |
| LB            | 18 | 조르디 알바                |     |     |
| CM            | 4  | 이반 라키티치              |     | 83′ |
| CM            | 5  | 세르지오 부스케츠          |     |     |
| CM            | 8  | 안드레스 이니에스타 (주장) | 76′ |     |
| RF            | 10 | 리오넬 메시                | 76′ |     |
| CF            | 17 | 파코 알카세르              |     |     |
| LF            | 11 | 네이마르                   |     |     |
| 교체 선수:    |    |                            |     |     |
| GK            | 1  | 마크-안드레 테어 슈테겐    |     |     |
| DF            | 19 | 뤼카 디뉴                  |     |     |
| DF            | 22 | 알레시 비달                |     | 83′ |
| DF            | 33 | 말롱 산투스                |     |     |
| MF            | 6  | 데니스 수아레스            |     |     |
| MF            | 7  | 아르다 투란                |     |     |
| MF            | 21 | 안드레 고메스              |     | 11′ |
| 감독:         |    |                            |     |     |
| 루이스 엔리케 |    |                            |     |     |

| GK                    | 1  | 페르난도 파체코      |     |     |
| RWB                   | 21 | 키코 페메니아        |     |     |
| CB                    | 22 | 카를로스 비가라이    |     |     |
| CB                    | 2  | 호드리구 엘리        | 49′ |     |
| CB                    | 24 | 주하이르 페달        |     |     |
| LWB                   | 15 | 테오 에르난데스      |     | 79′ |
| RM                    | 17 | 에드가르 멘데스      | 16′ | 59′ |
| CM                    | 6  | 마르코스 요렌테      |     |     |
| CM                    | 19 | 마누 가르시아 (주장) | 39′ |     |
| LM                    | 11 | 이바이 고메스        |     | 60′ |
| CF                    | 20 | 제이베르송           | 88′ |     |
| 교체 선수:            |    |                      |     |     |
| GK                    | 13 | 아드리안 오르톨라    |     |     |
| DF                    | 4  | 알렉시스             |     |     |
| MF                    | 8  | 빅토르 카마라사      |     | 59′ |
| MF                    | 10 | 오스카르 로메로      |     | 79′ |
| MF                    | 16 | 다니엘 토레스        |     |     |
| MF                    | 18 | 가이스카 토케로      |     |     |
| FW                    | 7  | 루벤 소브리노        | 76′ | 60′ |
| 감독:                 |    |                      |     |     |
| 마우리시오 펠레그리노 |    |                      |     |     |

| 경기 규정 - 90분 - 필요시 연장전 30분 - 연장전 이후 동점시 승부차기 - 교체 선수 7명 등록, 최대 선수 3명 교체 가능 |